# Alkohol cetylowy
Alkohol cetylowy, heksadekan-1-ol, C
16H
33OH – organiczny związek chemiczny z grupy alkoholi. Szeroko stosowany w przemyśle farmaceutycznym.